# Philonthus vanhoofi
Philonthus vanhoofi – gatunek chrząszcza z rodziny kusakowatych i podrodziny Staphylininae.
Gatunek ten został opisany w 1935 roku przez Maxa Bernhauera, który jako miejsce typowe wskazał Kalonge w Ruwenzori. W obrębie rodzaju należy do grupy gatunków Philonthus politus. W 2013 roku Lubomír Hromádka dokonał jego redeskrypcji.
Kusak o ciele długości 10,1 mm. Głowa czarna ze brązowymi głaszczkami, szersza niż dłuższa i o skroniach dłuższych niż oczy. Czułki czarne z jaśniejszym członem jedenastym i częścią drugiego, dłuższe niż u P. torgos. Czarne przedplecze i pokrywy są dłuższe niż szersze. Pokrywy błyszczące. Odwłoka czarnobrązowy z zielonkawymi i fioletowozłotymi połyskami. Odnóża czarnobrązowe.
Chrząszcz afrotropikalny, znany z Demokratycznej Republiki Konga i Rwandy.